# Pyeongchang-dong
Pyeongchang-dong là một dong, phường của Jongno-gu ở Seoul, Hàn Quốc.
Đôi khi được gọi là "Beverly Hills" của Seoul, do đây là một khu dân cư ưa thích của những người nổi tiếng Hàn Quốc, nó vẫn là một địa điểm phổ biến được sử dụng trong phim và truyền hình Hàn Quốc. Điều khác thường đối với hầu hết các cộng đồng ở Seoul là nó nằm nép mình trong dãy núi Bugak, được bao quanh ở hầu hết các phía, có cảm giác của một khu nghỉ mát ở ngoại ô. Nhiều ngôi nhà nhiều tầng theo phong cách Mỹ lấp đầy khu cộng đồng mặc dù chủ yếu là miền núi với những con đường dốc như San Francisco.